# Округ Томас (Небраска)
Округ Томас (енгл. Thomas County) је округ у америчкој савезној држави Небраска.

## Демографија
По попису из 2010. године број становника је 647, што је 82 (-11,2%) становника мање него 2000. године.
| Група             | 2000.       | 2010.       |
| Белци             | 720 (98,8%) | 629 (97,2%) |
| Афроамериканци    | 0 (0,0%)    | 1 (0,2%)    |
| Азијати           | 0 (0,0%)    | 2 (0,3%)    |
| Хиспаноамериканци | 6 (0,8%)    | 12 (1,9%)   |
| Укупно            | 729         | 647         |